# Kanony Milla
Kanony Milla – sformułowane przez Johna Stuarta Milla w 1843 roku tzw. schematy wnioskowania indukcyjnego. Zgodnie z intencją autora, kanony miały pomóc w rozwiązaniu problemu indukcji. Pozwalają ustalić związki przyczynowe między występowaniem zjawisk różnego rodzaju. Mill zdefiniował następujące kanony:
- kanon jedynej zgodności – dotyczy związków pomiędzy przyczyną a skutkiem danego zjawiska;
- kanon jedynej różnicy – ma miejsce wtedy, kiedy możemy wskazać warunki niezbędne do zaistnienia danej sytuacji;
- kanon zmian towarzyszących – możemy zastosować wówczas, kiedy zaobserwujemy zmiany w natężeniu zjawiska w zależności od sytuacji towarzyszących;
- kanon zgodności i różnicy;
- kanon reszty.

## Przegląd kanonów Milla

### Kanon I, metoda zgodności
Dwa, lub więcej, układy zdarzeń:
```
A B C \ a b c
A D E / a d e

```

Tłumaczymy: po ‘A’ stale następuje ‘a’, przed ‘a’ stale występuje ‘A’. Ponieważ ‘A’ jest jedynym wspólnym przypadkiem w dziedzinie poprzedników, a ‘a’ w dziedzinie następników.
‘B’, ‘C’, ‘D’, ‘E’, oraz ‘b’, ‘c’, ‘d’, ‘e’ są zmiennymi okolicznościami towarzyszącymi.

### Kanon II, metoda różnicy
```
A B C \ a b c
    B C /    b c

```

Tłumaczymy: przed ‘a’ stale występuje ‘A’, gdyż w przypadku braku ‘A’ ‘a’ nie zachodzi, nawet mimo wystąpienia wszystkich innych okoliczności (co ukazuje drugi układ zdarzeń).

### Kanon III, metoda łączona zgodności i różnicy
```
A B C \ a b c
A D E \ a d e
    B C /    b c
    D E /    d e

```

Tłumaczymy: pierwsze dwa układy zdarzeń pozwalają uogólnić, że po ‘A’ zawsze występuje ‘a’, dwa kolejne, że w przypadku braku ‘A’ nie występuje też ‘a’. Przy czym dwa razy korzysta się tu z metody zgodności.
Zapis ten można skrócić, uzyskując schemat zbliżony do metody różnicy:
```
A ( B C D E ) \ a ( b c d e )
    ( B C D E ) /    ( b c d e )

```

### Kanon IV, metoda zmian towarzyszących
```
A B C \ a b c
A1B C / a1b c

```

Tłumaczymy: z tego schematu uogólnia się stwierdzenie, że przy zmianie ‘A’ (ilość) następuje zawsze zmiana ‘a’. Przy czym im więcej jest układów zdarzeń, ze zmodyfikowanymi parametrami, tym większa jest siła tego rozumowania.

### Kanon V, metoda reszt
```
A B \ a b
B ma po sobie stale b
(B stale występuje przed b)

```

Tłumaczymy: pierwszy układ zdarzeń pozwala uogólnić, że po ‘A’ stale występuje ‘a’. Drugi wiersz, z już uogólnionego następstwa, pozwala uogólnić następstwo pewnych jego elementów.

## Kanony a reguły uogólniania Bacona
Kanony Milla są bardzo podobne w swojej treści do reguł uogólniania Francisa Bacona. Różnią się w kwestii zadań stawianych. U Bacona chodzi w zasadzie o ustalenie istoty zjawiska, u Milla chodzi o ustalenie jego przyczyny. Wtórnie Bacon poszukuje własności, która stale występuje wraz z własnością badaną i odwrotnie, Mill poszukuje zdarzenia, które by zawsze następowało po badanym *lub* odwrotnie.
W zasadzie własność można utożsamić ze zdarzeniem, a występowanie współczesne potraktować jako szczególny przypadek następczości (t = 0) i w ten sposób uznać, że Mill uogólnił zadanie postawione przez Bacona.

## Analiza krytyczna kanonów Milla
W rozumieniu dosłownym kanony Milla nie są realizowane.
Na przykładzie kanonu I, ze względu na niemożliwość doboru dwóch (a nawet więcej) przypadków, w których jedynym wspólnym elementem układu poprzedników i następstw, będą tylko dwa odpowiednie elementy.
Na przykładzie kanonu II, nie istnieją chyba dwa przypadki, które różniłyby się tylko jednym zdarzeniem w dziedzinie poprzedników i jednym w dziedzinie następstw.
Problem tkwi też w rozumieniu terminu ‘zdarzenie’, a zwłaszcza ‘zdarzenie, które się powtarza pozostając tym samym’.

### Naprawa kanonów Milla
Założenia, które należy poczynić (milcząco):
1. określenie ogromnej masy zdarzeń jako obojętnych dla badania. Takich, które mogą zachodzić we wszystkich układach i nie niweczyć metody zgodności, oraz takich, które zajdą w jednym układzie a w innych nie, nie niwecząc przy tym metody różnicy.
2. zachodzenie pewnych okoliczności nieobojętnych, ale nieujmowanych w układy, mimo że bez zajścia tych okoliczności (pewnej ramy, dla zachodzenia następstwa) następstwo by nie zaszło, to nie jest to jednak uchybienie w stosunku do metody zgodności. (np. w zestawieniu ‘naciśnięcie spustu – wystrzał’, nieujęcie okoliczności ‘uderzenie iglicy w spłonkę’, ‘czystość lufy’, ‘obecność naboju w komorze’)
3. mówiąc, że metodzie różnicy wszystkie zdarzenia powtarzają się oprócz jednego, a w metodzie zgodności, że spośród wszystkich powtarza się tylko jedno, ma się na myśli ‘wszystkie’ i ‘żadne’ spośród podanych, określonych.
4. zdanie ‘po ‘A’ zawsze następuje ‘a’’ można przetworzyć na: ‘ilekroć wystąpi zdarzenie ‘A’ tylekroć wystąpi zdarzenie ‘a’’.
5. przy kanonach zgodności, różnicy, łącznym, reszty zakłada się, że badany następnik ‘a’ wśród określonych poprzedników ma dokładnie jeden, który zawsze (w granicach założenia 2.) przed nim występuje. W sytuacji odwrotnej zakłada się, że dla badanego poprzednika ‘A’ istnieje wśród określonych następników dokładnie jeden, który zawsze (w granicach założenia 2.) po nim występuje.
6. w przypadku kanonu zmian towarzyszących zakłada się dodatkowo, że zmiana intensywności ‘A’ zawsze pociągnie za sobą zmianę intensywności ‘a’. I analogicznie w drugą stronę.

Po przyjęciu założeń w stylu powyższych okazuje się, że kanony Milla są wszechobecne tak w indukcji naukowej, jak też w codziennym uogólnianiu.
Zarówno Millowi jak i Baconowi w metodzie zmian towarzyszących chodzi o odkrycie poprzednika i następnika, pewnego A i B. Podczas, gdy w większości przypadków, w nauce, chodzi o określenie powiązania zmiany pewnej wielkości ze zmianą innej.
Wyznaczanie zależności między czynnikami zmiennymi.
Przyrodnik nie poprzestaje na wskazaniu istnienia wartości, ale stara się wskazać na to, jaka to jest zależność i jaki jest jej charakter (np. przez wyrysowanie wykresu zależności).